# Curvalle
Curvalle é uma comuna francesa na região administrativa da Occitânia, no departamento de Tarn. Estende-se por uma área de 38.63 km², e possui 402 habitantes, segundo o censo de 2018, com uma densidade de 10 hab/km².